# Joan Casanovas
Joan Casanovas i Maristany (San Sadurní de Noya, 11 de agosto de 1890 – Valras-Plage, Francia, 7 de julio de 1942) fue un político español. Ostentó, entre otros cargos, el de primer consejero y presidente del Consejo Ejecutivo de la Generalidad de Cataluña, entre julio y septiembre de 1936, además del de vicepresidente de la Generalidad y el de presidente del Parlamento de Cataluña.
Fue uno de los fundadores de Esquerra Republicana de Catalunya.
Como Consejero primero del Gobierno de Cataluña, desde agosto de 1936, junto a las presiones de la FAI para llevarse las reservas de oro del Banco de España a Cataluña, Casanovas exigió al gobierno de José Giral que se concediesen a la Generalidad grandes cantidades de divisas para fortalecer el comercio exterior catalán independientemente del resto de España. Tales demandas, contrarias al Estatuto y perjudiciales para el conjunto de la República, fueron rechazadas por el Gobierno.
Hijos: Joan Casanovas
Nietos: Montse Casanovas
Bisnietos: Carol conde
Tataranietos: Maia consalvo